# 原甲酸三甲酯
原甲酸三甲酯（Trimethyl orthoformate）是最简单的原酸酯，在有机合成中作为一种为醛引入保护基的试剂，与醛反应生成缩醛。原甲酸三甲酯工业上由甲醇与氢氰酸反应制备。